# 경화여자고등학교 (대구)
경화여자고등학교(景和女子高等學校)는 대한민국 대구광역시 달서구 성당동에 위치한 사립 고등학교이다.

## 학교 연혁
- 1973년 6월 18일 : 학교법인 경암교육재단 설립인가, 초대 손중우 이사장 취임
- 1979년 11월 21일 : 경화여자고등학교 설립인가
- 1979년 12월 31일 : 본관1층 8개 교실 준공 (보통교실 5, 특별교실 1, 관리실 3, 숙직실 1, 화장실 19)
- 1980년 1월 3일 : 경화여자중학교 교장 석인수 겸임 발령
- 1980년 3월 5일 : 경화여자고등학교 개교 (15학급 인가)
- 1982년 8월 1일 : 본관 4, 5층 완공(교실 및 특별교실 40개)
- 1983년 2월 10일 : 제1회 졸업(303명)
- 1984년 4월 7일 : 초대 석인수 교장 취임
- 2002년 2월 28일 : 신관 1층 완공(교실 5개)
- 2004년 9월 15일 : 도서관 신장 개관
- 2010년 6월 11일 : 기숙사 개관식
- 2017년 8월 31일 : 제8대 이사장 배병일 취임
- 2022년 1월 26일 : 제40회 졸업식(194명, 졸업생 누계 17,608명)
- 2022년 3월 2일 : 제9대 이성국 교장 취임
- 2022년 3월 2일 : 제43회 입학식(168명)

## 참고 자료
- 경화여자고등학교 - 한국교육학술정보원 학교알리미